# Phyllachora leersiae
Phyllachora leersiae är en svampart som beskrevs av Chardón 1932. Phyllachora leersiae ingår i släktet Phyllachora och familjen Phyllachoraceae.   Inga underarter finns listade i Catalogue of Life.